# Grover Reid
Pour les articles homonymes, voir Reid.
Grover "Raz" Reid, né le 27 août 1951 à Greenville, est un joueur américain de tennis.
En 1974, il a atteint le 3e tour à l'US Open les huitièmes de finale à l'Open d'Australie et les quarts de finale des tournois ATP de Jackson et Orlando.
Il s'est marié à la joueuse de tennis Kerry Melville.

## Palmarès

### Titres en double
| No | Date       | Nom et lieu du tournoi                                       | Catégorie | Dotation | Surface         | Partenaire  | Finalistes                | Score         |  |
| -- | ---------- | ------------------------------------------------------------ | --------- | -------- | --------------- | ----------- | ------------------------- | ------------- |  |
| 1  | 24-03-1974 | Mississippi International Indoor Tennis Championship Jackson |           | NC $     | Moquette (int.) | Fred McNair | Byron Bertram John Feaver | 3-6, 6-3, 6-3 |  |
| 2  | 28-10-1974 | South Australian Tennis Championships Adélaïde               |           | NC $     | Gazon (ext.)    | Allan Stone | Mike Estep Paul Kronk     | 7-6, 6-4      |  |